# Almería Western Film Festival
Das Almería Western Film Festival (AWFF) ist ein thematisches Filmfestival, das jährlich in der spanischen Gemeinde Tabernas stattfindet und im Jahr 2011 gegründet wurde. Das Festival ist der Vorführung und Förderung von Western-Filmen gewidmet, einem Genre, das aufgrund der Wüstenlandschaft vor allem in den 60er und 70er Jahren eng mit dieser Region verbunden war. So wurde die Wüste von Tabernas, die Teil der Landschaftsabgrenzung von Andarax und Campo de Tabernas ist, offiziell als wiederhergestellte Kulturlandschaft ausgewiesen und 2020 von der Europäischen Filmakademie als Schatz der europäischen Filmkultur anerkannt, was ihre enge Beziehung zum Subgenre des Spaghetti-Westerns unterstreicht. Der Begriff des Spaghetti-Western ist auch bekannt als Italo-Western.
Das Festivalprogramm umfasst neben Vorführungen von Klassikern des Genres auch moderne Produktionen und Kurzfilme, nationale und internationale Filme, Auszeichnungen, Hommagen an bedeutende Persönlichkeiten, Konferenzen, Ausstellungen und Vorführungen, die auf mehrere Veranstaltungsorte verteilt sind: das Stadttheater von Tabernas und einige der beliebtesten Drehorte in der Region, wie Fort Bravo/Texas Hollywood, Oasys Mini Hollywood oder Western Leone. Seit 2014 wird das Festival vom Gemeinderat der Gemeinde Tabernas organisiert.

## Geschichte
Das Festival ist aus dem Kurzfilmfestival hervorgegangen, das 2009, 2010 und 2011 von der damals bestehenden Filmschule von Tabernas organisiert wurde. Im Jahr 2014 wurde es zu einem völlig neuen Festival mit dem aktuellen Format, bei dem die Veranstaltungsorte in der Stadt Tabernas sich mit den Themenparks in der Umgebung abwechseln. Damit waren die Veranstaltungsorte das Stadttheater in Tabernas die Themenparks Fort Bravo/Texas Hollywood und Oasys Mini Hollywood.

Während seiner 14 Ausgaben (bis dato 2024) wurde das Festival von César Méndez, Eduardo Trías, Margaret von Schiller, Juan Francisco Viruega und Guillermo de Oliveira geleitet. 

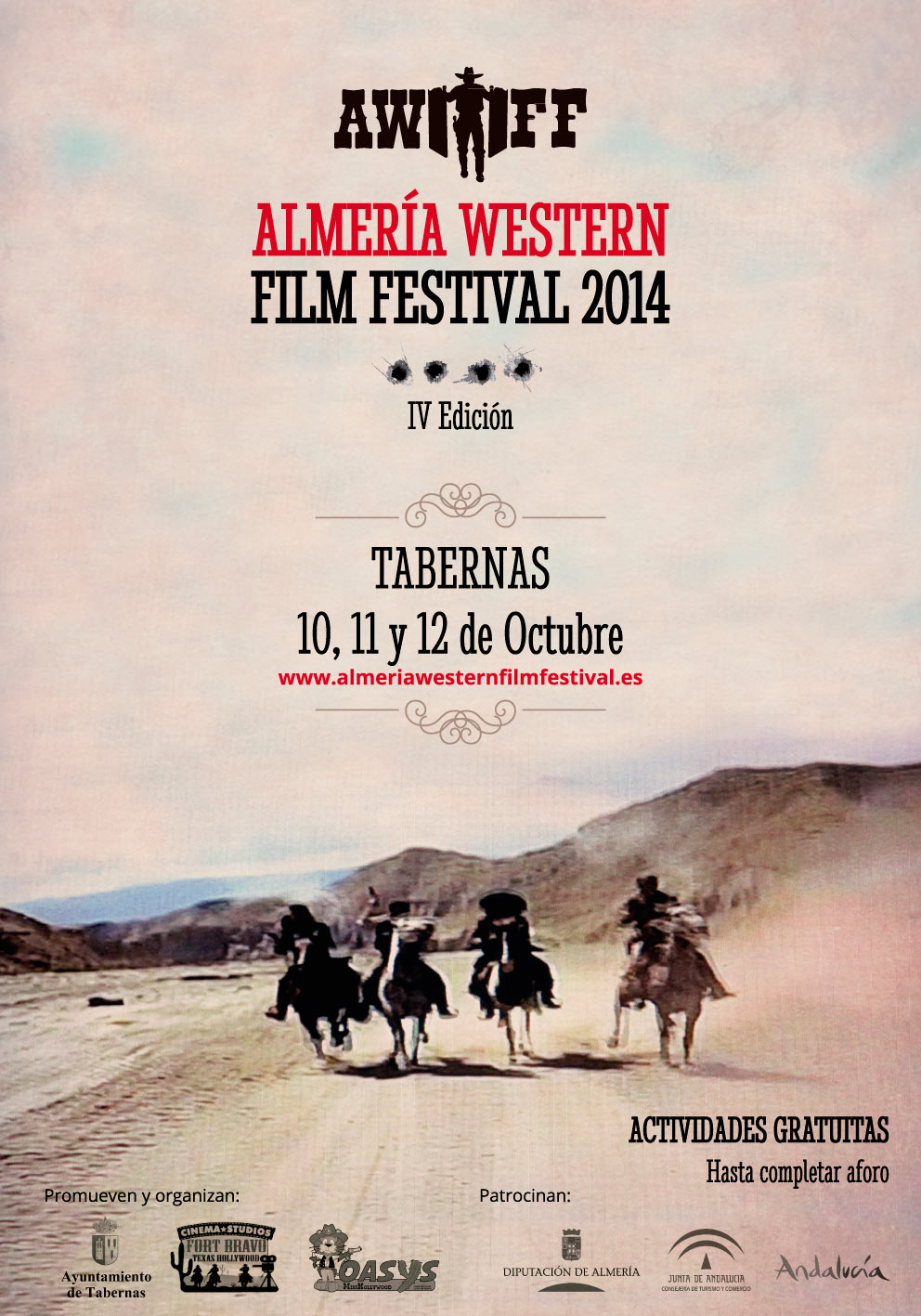
Plakat aus 2014

## Aktivitäten im Rahmen des AWFF
Das jährliche Festival in Tabernas beginnt mit einem bunten Auftakt, bei dem alle Schulkinder in Western-Outfits zusammen mit den Gästen und Veranstaltern auf Kutschen und mit Cowboys auf Pferden die Straßen erobern. Tradition sind der Wettbewerb der Bars und Restaurants um die beliebteste Tapa, Buchpräsentationen, Theateraufführungen, Konzerte und Workshops. Thematische Ausstellungen und Gespräche mit geladenen Gästen runden das vielseitige Programm ab und machen das Festival zu einem kulturellen Erlebnis für alle Besucher.

## Preise
Das Festival hat drei Arten von Preisen: die der offiziellen Sektion (Spielfilme und Kurzfilme), Ehrenpreise und die sonstigen Preise:

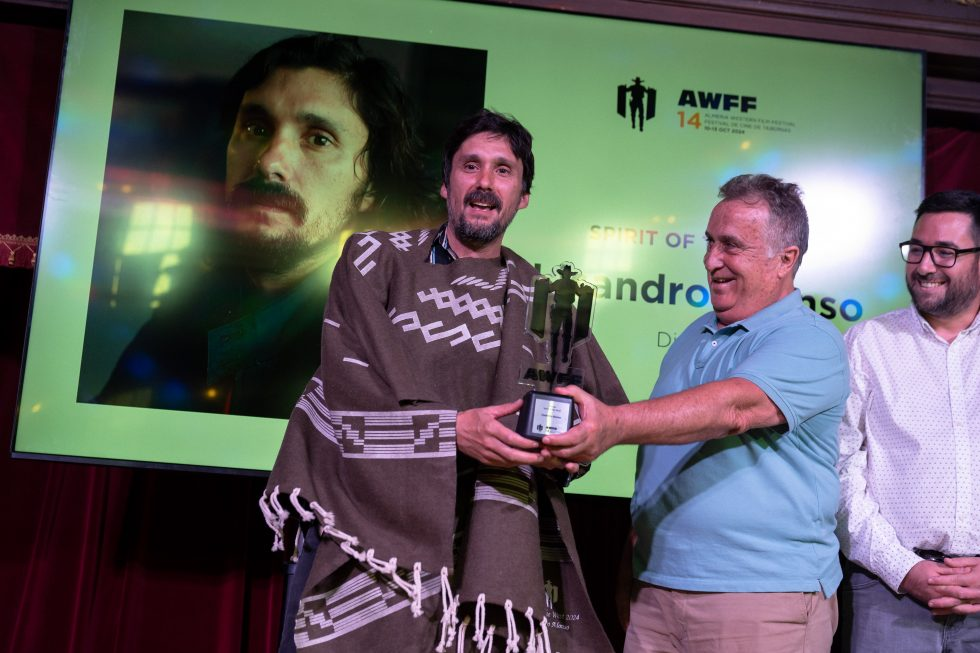
Lisandro Alonso bei der Preisübergabe 2024 mit Rafael Molina, Miteigentümer Fort Bravo

### Offizielle Sektion der Spielfilme
- Preis für den besten Film des Almería Western Film Festival
- Preis für die beste Darstellerin
- Preis für den besten Darsteller
- Besondere Erwähnung der Jury für die beste Darstellung
- Carlo Simi Preis für den technischen und künstlerischen Beitrag zum Western-Genre
- Publikumspreis für den besten Spielfilm

### Offizielle Sektion der Kurzfilme
- Preis für den besten Kurzfilm
- Besondere Erwähnung der Jury für den besten Kurzfilm
- Publikumspreis für den besten Kurzfilm

### Ehrenpreise
Neben den regulären Preisen werden insgesamt fünf Ehrenpreise verliehen.
- „Tabernas de Cine“
Auszeichnung für großen Persönlichkeiten, die im Zusammenhang mit den in Tabernas gedrehten Western stehen. Verliehen unter anderem an: den Regisseur Enzo G. Castellari (2014)[20], sowie die Schauspieler Terence Hill (2016)[21] und Claudia Cardinale (2018).[22]
- „Spirit of the West“
Preis für Filmschaffende, die in den letzten Jahrzehnten zur Erhaltung und Erneuerung des Western beigetragen haben.[23]
- „Leone in Memoriam“
Posthum verliehene Auszeichnung für das Lebenswerk. Zu den Preisträgern, die zusätzlich einen Ehrengrabstein auf dem (für diese Auszeichnungen errichteten) Friedhof im Westerndorf Oasys MiniHollywood erhielten, zählen: Fernando Sancho (2016), Tomás Milian (2017), Ennio Morricone (2021), Bud Spencer (2022) und Sergio Leone (2024).[24]
- Preis „Desierto de Tabernas“
Auszeichnung für das Engagement für die Filmkunst und den Beitrag zur Verbreitung der Wüste von Tabernas als ikonische Filmkulisse. Im Jahr 2024 ging er beispielsweise an den Italienischen Filmeditor Eugenio Alabiso[25]
- „Premio a la difusión del género wéstern“
 Dieser Ehrenpreis wird seit 2024 verliehen und würdigt die Arbeit von Historikern, Schriftstellern und Journalisten, die (insbesondere in Tabernas und der Provinz Almería) zu der Verbreitung des Westerngenres beigetragen haben.[26]